# العلاقات الباكستانية العمانية
العلاقات الباكستانية العمانية هي العلاقات الثنائية التي تجمع بين باكستان وسلطنة عمان.

## مقارنة بين البلدين
هذه مقارنة عامة ومرجعية للدولتين:
| وجه المقارنة                                              | باكستان                     | سلطنة عمان    |
| --------------------------------------------------------- | --------------------------- | ------------- |
| المساحة (كم2)                                             | 881.91 ألف                  | 309.50 ألف    |
| عدد السكان (نسمة)                                         | 197.02 مليون                | 4.64 مليون    |
| الكثافة السكانية (ن./كم²)                                 | 223.4                       | 14.99         |
| العاصمة                                                   | إسلام آباد                  | مسقط          |
| اللغة الرسمية                                             | لغة إنجليزية، اللغة الأردية | اللغة العربية |
| العملة                                                    | روبية باكستانية             | ريال عماني    |
| الناتج المحلي الإجمالي (بليون دولار)                      | 304.95 مليار                | 72.64 مليار   |
| الناتج المحلي الإجمالي (تعادل القوة الشرائية) بليون دولار | 946.67 مليار                | 179.49 مليار  |
| الناتج المحلي الإجمالي الاسمي للفرد دولار أمريكي          | 1.43 ألف                    | 15.55 ألف     |
| الناتج المحلي الإجمالي للفرد دولار أمريكي                 | 4.81 ألف                    | 38.63 ألف     |
| مؤشر التنمية البشرية                                      | 0.538                       | 0.793         |
| رمز المكالمات الدولي                                      | +92                         | +968          |
| رمز الإنترنت                                              | .pk                         | عمان          |
| المنطقة الزمنية                                           | ت ع م+05:00                 | ت ع م+04:00   |

## منظمات دولية مشتركة
يشترك البلدان في عضوية مجموعة من المنظمات الدولية، منها:
| علم المنظمة | اسم المنظمة                               | تاريخ انضمام باكستان | تاريخ انضمام سلطنة عمان |
| ----------- | ----------------------------------------- | -------------------- | ----------------------- |
|             | وكالة ضمان الاستثمار متعدد الأطراف        | 12 أبريل 1988        | 1989                    |
|             | منظمة التعاون الإسلامي                    | ?                    | 1970                    |
|             | منظمة الشرطة الجنائية الدولية             | ?                    | ?                       |
|             | منظمة حظر الأسلحة الكيميائية              | ?                    | ?                       |
|             | منظمة التجارة العالمية                    | ?                    | 2000                    |
|             | الفريق المعني برصد الأرض                  | ?                    | ?                       |
|             | الأمم المتحدة                             | 30 سبتمبر 1947       | 7 أكتوبر 1971           |
|             | مؤسسة التمويل الدولية                     | 20 يوليو 1956        | 1973                    |
|             | يونسكو                                    | 14 سبتمبر 1949       | 10 فبراير 1972          |
|             | البنك الدولي للإنشاء والتعمير             | 11 يوليو 1950        | 1971                    |
|             | المنظمة الهيدروغرافية الدولية             | ?                    | ?                       |
|             | الاتحاد البريدي العالمي                   | ?                    | ?                       |
|             | المركز الدولي لتسوية المنازعات الاستشارية | 15 أكتوبر 1966       | 1995                    |
|             | الاتحاد الدولي للاتصالات                  | 26 أغسطس 1947        | 28 أبريل 1972           |

## وصلات خارجية
- موقع وزارة الخارجية الباكستانية
- موقع وزارة الخارجية العمانية